# Градиска (госпитальное судно)
«Градиска» — госпитальное судно Королевского итальянского флота, бывший пассажирский пароход «Гелрия» (англ. Gelria).
Построено в 1913 году на шотландской верфи A. Stephens & Sons (Глазго), для голландской судоходной компании Royal Holland Lloyd. До 1935 года совершало регулярные пассажирские рейсы между Амстердамом и портами Южной Америки.
В 1935 году, накануне войны в Эфиопии, пароход был приобретен итальянской судоходной компанией Lloyd Triestino и получил новое имя — «Градиска». Во время конфликта пароход был арендован Королевским итальянским флотом и использовался как военный транспорт.
С началом войны в Испании «Градиска» использовался как госпитальное судно и перевозил раненых солдат итальянского экспедиционного корпуса. В апреле 1939 года, во время итальянского вторжения в Албанию судно «Градиска» использовалось как плавучий госпиталь.
В марте 1941 года «Градиска» принимала участие в операции по спасению итальянских моряков после боя у Матапана, тогда судно спасло около 160 человек.
В сентябре 1943 года после выхода Италии из войны, судно было захвачено немцами.
Разобрано на металл в 1949 году в Венеции.